# Direzione generale Cinema e audiovisivo
La Direzione generale Cinema e audiovisivo è una struttura del Ministero della cultura  (MiC) che si occupa di promuovere lo sviluppo e la diffusione del cinema italiano e dell'industria cinematografica e audiovisiva nazionale. Per svolgere questi compiti la Direzione Generale si avvale del lavoro di appositi Organi consultivi, previsti dalla normativa di settore, utilizza le somme del “Fondo per lo sviluppo degli investimenti nel Cinema e l'Audiovisivo” previsto dalla nuova Legge italiana per il Cinema del 14 novembre 2016, n. 220, recante “Disciplina del cinema e dell’audiovisivo”, le cui disposizioni, fatta eccezione per gli articoli 33, 34, 35, 36 e 37, si applicano dal 1º gennaio 2017 e in attuazione degli articoli 9, 21 e 33 della Costituzione, la Repubblica Italiana riconosce il Cinema e l’Audiovisivo quale fondamentale mezzo di espressione artistica, di formazione culturale e di comunicazione sociale.
Lo Stato, nelle sue articolazioni e secondo le rispettive competenze, favorisce lo sviluppo dell’industria cinematografica e audiovisiva nei suoi diversi settori, incoraggia e aiuta le iniziative volte a valorizzare e a diffondere con qualsiasi mezzo il cinema e l’audiovisivo nazionale; tutela la proprietà intellettuale e il diritto d’autore contro qualsiasi forma di sfruttamento illegale; assicura, per fini culturali ed educativi, la conservazione del patrimonio filmico nazionale e la sua diffusione in Italia e all’estero; promuove attività di studio e di ricerca nel settore.
Vengono anche svolte verifiche amministrative e contabili sugli enti sottoposti a vigilanza e sui soggetti beneficiari di contributi da parte del Ministero: esercita le funzioni di indirizzo e, d’intesa con la Direzione generale Bilancio limitatamente ai profili contabili e finanziari, di vigilanza, su ogni soggetto giuridico costituito con la partecipazione del Ministero per finalità attinenti agli ambiti di competenza della Direzione generale.

## Storia
La direzione venne costituita su iniziativa di Galeazzo Ciano nel 1934 come Direzione generale per la cinematografia presso il sottosegretariato di Stato per la stampa e la propaganda, che nel 1935 divenne a "Ministero per la stampa e la propaganda" (antesignano del Ministero della cultura popolare). Luigi Freddi ne fu il primo direttore generale.
Nacque con l'intenzione di costruire la più grande città del cinema in Europa, Cinecittà, e di esercitare una forma di censura e di controllo sui contenuti della produzione cinematografica contemporanea, usandola come veicolo per trasmettere alle folle i valori del regime.
Nel 1965 venne trasformata in Divisione cinema all'interno della Direzione generale dello spettacolo del Ministero del turismo e dello spettacolo.
Nel 1994 è stata inquadrata sotto il Dipartimento dello spettacolo della Presidenza del Consiglio dei ministri come Ufficio II - per le attività cinematografiche.
La Direzione generale per il Cinema, dal 2019 Direzione generale Cinema e audiovisivo, è stata istituita nel maggio del 2001 quando - a seguito della riforma del Ministero per i Beni e le Attività culturali – ha ereditato, insieme alla direzione generale per lo Spettacolo dal vivo funzioni e competenze del dipartimento dello Spettacolo.  Il Cinema italiano ha avuto, così, per la prima volta una specifica struttura operativa di riferimento: il decreto legislativo 22 gennaio 2004, n. 28 e successive modificazioni ora sostituito dalla Nuova Legge italiana per il Cinema del 14 novembre 2016, n. 220, recante “Disciplina del cinema e dell’audiovisivo".
Da marzo 2020 il direttore generale è Nicola Borrelli.

## Servizi
La Direzione generale Cinema e audiovisivo si articola in tre servizi - uffici dirigenziali:
- Servizio I: Organizzazione e funzionamento — Osservatorio per lo spettacolo
- Servizio II: Cinema e Audiovisivo
- Servizio III: Incentivi Fiscali Tax Credit e Vigilanza